# ارنست تسرملو
ارنست فردریش فردیناند تسرملو (آلمانی: Ernst Zermelo؛ زاده ۲۷ ژوئیهٔ ۱۸۷۱ درگذشته ۲۱ مهٔ ۱۹۵۳) دانشمند در زمینه منطق ریاضی اهل آلمان بود.